# Une demoiselle de... 39 ans
Pour plus de détails, voir Fiche technique et Distribution.
Une demoiselle de... 39 ans (Δεσποινίς ετών 39 (Despinis eton 39)) est un film grec réalisé par Alékos Sakellários et sorti en 1954.

## Synopsis
Télémaque est fiancé depuis des années à Fofo. Cependant, tant que sa sœur aînée, Chrysanthi, n'est pas mariée, il ne peut pas épouser sa propre fiancée. Les années passent et Chrysanthi est toujours vieille fille. Télémaque en est réduit à passer une petite annonce. Deux prétendants se présentent : Kriton, un riche veuf et Rokas un Grec revenu d'Amérique. Malheureusement, Kriton est vite plus intéressé par la cousine de Télémaque, une jeune veuve et Rokas commence à courtiser Fofo. Les deux femmes cèdent aux demandes en mariage. Télémaque et Chrysanthi se retrouvent à nouveau tout seul. Finalement, un ancien amoureux de Chrysanthi, Manolis revient, ainsi qu'Eleni, une ancienne amie de Télémaque. L'histoire se finit bien, avec un double mariage.

## Fiche technique
- Titre : Une demoiselle de... 39 ans
- Titre original : Δεσποινίς ετών 39 (Despinis eton 39)
- Réalisation : Alékos Sakellários
- Scénario : Alékos Sakellários et Christos Yannakopoulos
- Direction artistique : Wali Eddine Sameh (ar)
- Photographie : Victor Antoun
- Son : Krikor
- Montage : Albert Naguib
- Musique : André Ryder
- Société(s) de production : Milas Film
- Pays d'origine :  Grèce
- Langue : grec
- Format :  Noir et blanc
- Genre : Comédie
- Durée : 98 minutes
- Dates de sortie : 30 août 1954

## Distribution
- Vassílis Logothetídis
- Smaro Stefanidou
- Ilya Livykou
- Vangelis Protopapas
- Stefanos Stratigos